# Evento (diritto)
L'evento, in diritto penale, è il risultato dell'azione o dell'omissione.
Sul significato di tale espressione e sul tipo di legame che deve intercorrere tra la condotta e l'evento si contendono il campo due opposte concezioni: quella naturalistica e quella giuridica.

## Concezione naturalistica
Per tale concezione l'evento è l'effetto naturale della condotta umana penalmente rilevante; esso è distinto dalla condotta (sia logicamente che cronologicamente) ed è legato a quest'ultima dal nesso di causalità.
Indi per cui l'evento non è una costante in tutti i reati: la legge prevede infatti alcuni reati di mera condotta (es. omissione di soccorso – art. 593 c.p.).
In altri casi la condotta porta al verificarsi di una pluralità di eventi: si parla in tal caso di reati ad evento plurimo. Vi sono poi reati aggravati dall'evento (es. reato di maltrattamenti - art. 572 c.p. - aggravato dall'evento di lesione o morte del maltrattato); reati ad evento differito (sparatoria a cui segue la morte del ferito dopo un lungo stato di coma); reati a distanza (es. lesioni dovute ad esplosione del pacco-bomba spedito in altra città); reati ad evento frazionato (es. versamento di tangenti periodiche estorte con un'unica minaccia iniziale).

## Concezione giuridica
Per tale concezione l'evento è effetto offensivo della condotta, lesione o messa in pericolo del bene giuridico oggetto di tutela del disposto normativo.